# Llista de participants al Tour de França de 1947
En el Tour de França de 1947 es tornà a emprar el format de participació basat en equips nacionals, que ja havia estat emprat abans de la Segona Guerra Mundial. L'equip alemany no va ser convidat, i l'equip italià estava compost per franco-italians que vivien a França, ja que el tractat de pau entre França i Itàlia encara no era oficial, per la qual cosa els dos països es trobaven encara tècnicament en guerra.
L'organització del Tour convidà a deu equips formats per deu ciclistes cadascun. A banda de l'equip italià, també hi participà un equip nacional francès, un de belga, i un combinat suís/luxemburguès. La intenció era tenir un combinat britànic/neerlandès, però els ciclistes neerlandesos van protestar perquè consideraven que els ciclistes britànics eren massa inexperts, per la qual cosa els ciclistes britànics foren substituïts per "francesos estrangers". Al mateix temps hi prengueren part cinc equips regionals franceses: Illa de França, Oest de França, Nord-est de França, Centre/sud-oest de França i Sud-est de França.
En total hi participaren 58 ciclistes francesos, 13 italians, 11 belgues, 6 neerlandesos, 6 suïssos, 4 luxemburguesos, 1 polonès i 1 algerià. Dels 100 ciclistes que van iniciar la cursa, 53 l'acabaren.

## Llista de participants
| Llegenda                 | Llegenda | Llegenda              | Llegenda                                                                                         |
| ------------------------ | --- | --------------------- | ------------------------------------------------------------------------------------------------ |
| #                        | Dorsal de sortida que du el ciclista al Tour                                                                | Pos.                  | Posició final a la classificació general                                                         |
| Mallot groc              | Vencedor de la classificació general                                                                        | Mallot de la muntanya | Vencedor de la classificació de la muntanya                                                      |
| Mallot verd              | Vencedor de la classificació per punts                                                                      | Mallot blanc          | Vencedor de la classificació dels joves                                                          |
| classificació per equips | Vencedor de la classificació per equips                                                                     | Combativitat          | Vencedor de la combativitat                                                                      |
| NP                       | Indica un ciclista que no ha pres la sortida en una etapa, seguit del número de l'etapa en què s'ha retirat | AB                    | Indica un ciclista que no ha finalitzat una etapa, seguit del número d'etapa en què s'ha retirat |
| HD                       | Indica un ciclista que ha finalitzat una etapa fora de control, seguit del número d'etapa                   | EX                    | Corredor exclòs per no respectar el reglament                                                    |
| *                        | Indica un corredor que lluita pel mallot blanc                                                              |                       |                                                                                                  |

| Bèlgica | Bèlgica            | Bèlgica |
| Núm.    | Ciclista           | Pos     |
| ------- | ------------------ | ------- |
| 1       | Jean Breuer        | 45      |
| 2       | Norbert Callens    | AB-15   |
| 3       | Roger Gyselinck    | 43      |
| 4       | Raymond Impanis    | 6       |
| 5       | Florent Mathieu    | 27      |
| 6       | Maurice Mollin     | 42      |
| 7       | René Oreel         | 38      |
| 8       | Prosper Depredomme | AB-3    |
| 9       | Briek Schotte      | 13      |
| 10      | Albert Sercu       | AB-8    |

| Països Baixos / Estrangers de França | Països Baixos / Estrangers de França | Països Baixos / Estrangers de França |
| Núm.                                 | Ciclista                             | Pos                                  |
| ------------------------------------ | ------------------------------------ | ------------------------------------ |
| 11                                   | Jefke Janssen                        | 32                                   |
| 12                                   | André de Korver                      | AB-3                                 |
| 13                                   | Bouk Schellingerhoudt                | EX-7                                 |
| 14                                   | Huub Sijen                           | AB-8                                 |
| 15                                   | Albert van Schendel                  | AB-3                                 |
| 16                                   | Arie Vooren                          | EX-4                                 |
| 17                                   | Fermo Camellini                      | 7                                    |
| 18                                   | Eugenio Galliussi                    | AB-3                                 |
| 19                                   | Victor Joly                          | 47                                   |
| 20                                   | Edouard Klabinski                    | 34                                   |

| Itàlia | Itàlia            | Itàlia |
| Núm.   | Ciclista          | Pos    |
| ------ | ----------------- | ------ |
| 21     | Elio Bertocchi    | AB-3   |
| 22     | Olimpio Bizzi     | AB-3   |
| 23     | Pierre Brambilla  | 3      |
| 24     | Giovanni Corrieri | AB-10  |
| 25     | Giordano Cottur   | 8      |
| 26     | Egidio Feruglio   | 31     |
| 27     | Aldo Ronconi      | 4      |
| 28     | Vincenzo Rossello | AB-17  |
| 29     | Giuseppe Tacca    | 14     |
| 30     | Primo Volpi       | 23     |

| Suïssa/ Luxemburg | Suïssa/ Luxemburg    | Suïssa/ Luxemburg |
| Núm.              | Ciclista             | Pos               |
| ----------------- | -------------------- | ----------------- |
| 31                | Leo Amberg           | EX-7              |
| 32                | Ferdinand Kübler     | EX-7              |
| 33                | Robert Lang          | EX-2              |
| 34                | Gottfried Weilenmann | 17                |
| 35                | Leo Weilenmann       | 52                |
| 36                | Pietro Tarchini      | 53                |
| 37                | Henri Ackermann      | AB-2              |
| 38                | Bim Diederich        | 15                |
| 39                | Jean Goldschmit      | 20                |
| 40                | Jean Kirchen         | 28                |

| França | França              | França |
| Núm.   | Ciclista            | Pos    |
| ------ | ------------------- | ------ |
| 41     | Louison Bobet       | AB-9   |
| 42     | Louis Caput         | EX-2   |
| 43     | Édouard Fachleitner | 2      |
| 44     | Manuel Huguet       | EX-8   |
| 45     | Émile Idée          | AB-15  |
| 46     | Henri Massal        | 30     |
| 47     | Kléber Piot         | 25     |
| 48     | Lucien Teisseire    | 11     |
| 49     | Louis Thiétard      | AB-1   |
| 50     | René Vietto         | 5      |

| FRANÇA-ILLA DE FRANÇA | FRANÇA-ILLA DE FRANÇA | FRANÇA-ILLA DE FRANÇA |
| Núm.                  | Ciclista              | Pos                   |
| --------------------- | --------------------- | --------------------- |
| 51                    | René Barret           | 41                    |
| 52                    | Robert Bonnaventure   | EX-8                  |
| 53                    | Urbain Caffi          | EX-2                  |
| 54                    | Victor Cosson         | AB-10                 |
| 55                    | Maurice Diot          | 49                    |
| 56                    | Robert Charpentier    | EX-2                  |
| 57                    | Raymond Lucas         | 44                    |
| 58                    | Paul Maye             | AB-6                  |
| 59                    | Édouard Muller        | 36                    |
| 60                    | Daniel Thuayre        | 16                    |

| FRANÇA-OEST | FRANÇA-OEST        | FRANÇA-OEST |
| Núm.        | Ciclista           | Pos         |
| ----------- | ------------------ | ----------- |
| 61          | Louis Bocquet      | AB-3        |
| 62          | Pierre Cogan       | 12          |
| 63          | Jean-Marie Goasmat | 9           |
| 64          | Raymond Guégan     | EX-2        |
| 65          | Ange Le Strat      | 33          |
| 66          | André Mahé         | AB-3        |
| 67          | Roger Pontet       | AB-20       |
| 68          | Jean Robic         | 1           |
| 69          | Gaston Rousseau    | 50          |
| 70          | Eloi Tassin        | 37          |

| FRANÇA-NORD-EST | FRANÇA-NORD-EST       | FRANÇA-NORD-EST |
| Núm.            | Ciclista              | Pos             |
| --------------- | --------------------- | --------------- |
| 71              | Gaston Audier         | 51              |
| 72              | Jean-Baptiste Delille | AB-3            |
| 73              | Maurice De Muer       | EX-2            |
| 74              | Louis Déprez          | 35              |
| 75              | Alphonse De Vreese    | AB-3            |
| 76              | Robert Dorgebray      | EX-2            |
| 77              | Louis Gauthier        | AB-3            |
| 78              | Jean de Gribaldy      | 46              |
| 79              | Alexandre Pawlisiak   | 48              |
| 80              | Georges Martin        | EX-2            |

| FRANÇA-CENTRE-SUD-OEST | FRANÇA-CENTRE-SUD-OEST | FRANÇA-CENTRE-SUD-OEST |
| Núm.                   | Ciclista               | Pos                    |
| ---------------------- | ---------------------- | ---------------------- |
| 81                     | Joseph Berrini         | EX-2                   |
| 82                     | Albert Bourlon         | 21                     |
| 83                     | Camille Danguillaume   | AB-3                   |
| 84                     | Joseph Dessertine      | AB-9                   |
| 85                     | Raphaël Géminiani      | AB-5                   |
| 86                     | Antoine Latorre        | 26                     |
| 87                     | Roger Lévêque          | 24                     |
| 88                     | Alfred Macorig         | AB-3                   |
| 89                     | Joseph Neri            | 40                     |
| 90                     | Yves Pierracci         | AB-3                   |

| FRANÇA-SUD-EST | FRANÇA-SUD-EST   | FRANÇA-SUD-EST |
| Núm.           | Ciclista         | Pos            |
| -------------- | ---------------- | -------------- |
| 91             | Marius Bonnet    | 29             |
| 92             | Ahmed Chibane    | AB-6           |
| 93             | Pierre Fautrier  | NP-13          |
| 94             | Bernard Gauthier | 22             |
| 95             | Paul Giguet      | 19             |
| 96             | Pascal Gnazzo    | 39             |
| 97             | Apo Lazaridès    | 10             |
| 98             | Paul Néri        | AB-3           |
| 99             | Victor Pernac    | AB-3           |
| 100            | Raoul Rémy       | 28             |